# Francky Vandendriessche
Franck „Francky“ Vandendriessche (* 7. April 1971 in Waregem) ist ein ehemaliger belgischer Fußballtorhüter und aktueller Fußball-Torwarttrainer.

## Leben
Vandendriessche begann 1979 beim SV Waregem mit dem Fußballspielen. Wie viele Torhüter war er zunächst Feldspieler, stellte sich aber ins Tor, weil der reguläre Torhüter ausfiel und er sich als Ersatzmann zur Verfügung stellte. 1989 rückte er in den Profikader des Vereins auf und kam 1991 zu seinem Debüt in der Pro League. Als sein Klub 1998 abstieg, wechselte er zu Excelsior Mouscron.
2002 wurde Vandendriessche in Belgien zum Torhüter des Jahres gewählt. Im selben Jahr gehörte er zum belgischen Kader für die Weltmeisterschaft, war jedoch nur dritter Torhüter hinter Geert De Vlieger und Frédéric Herpoel und kam daher nicht zum Einsatz. Sein einziges Länderspiel für Belgien bestritt er am 29. März 2003 gegen Kroatien im Rahmen der Qualifikation zur EURO 2004. Das Spiel endete mit einer 0:4-Niederlage.
Am 23. September 2004 gab es nach dem Spiel gegen KVC Westerlo bei Vandendriessche eine positive Dopingprobe. Er hatte gegen Rückenschmerzen ein Mittel eingenommen, das Kortikoide enthielt. Im Januar des folgenden Jahres wurde er vom Vorwurf des Dopings freigesprochen. Im Sommer 2005 wechselte Vandendriessche zu Cercle Brügge, wo er 2007 seine Karriere als Aktiver beendete.
Danach begann er seine neue Laufbahn als Torwarttrainer und war dabei bisher neben einigen Profistationen im Jahre 2009 auch als Torwarttrainer der belgischen Fußballnationalmannschaft im Einsatz.